# Ustilentyloma brefeldii
Ustilentyloma brefeldii är en svampart som först beskrevs av Krieg., och fick sitt nu gällande namn av Vánky 1991. Ustilentyloma brefeldii ingår i släktet Ustilentyloma och familjen Ustilentylomataceae.   Inga underarter finns listade i Catalogue of Life.